# Le Plessis-Robinson
Le Plessis-Robinson è un comune francese di 26 753 abitanti situato nel dipartimento dell'Hauts-de-Seine nella regione dell'Île-de-France.

## Società

### Evoluzione demografica
Abitanti censiti

## Amministrazione

### Gemellaggi
- Arabkir
- Woking